# Leichtathletik-Weltmeisterschaften 2019/200 m der Frauen

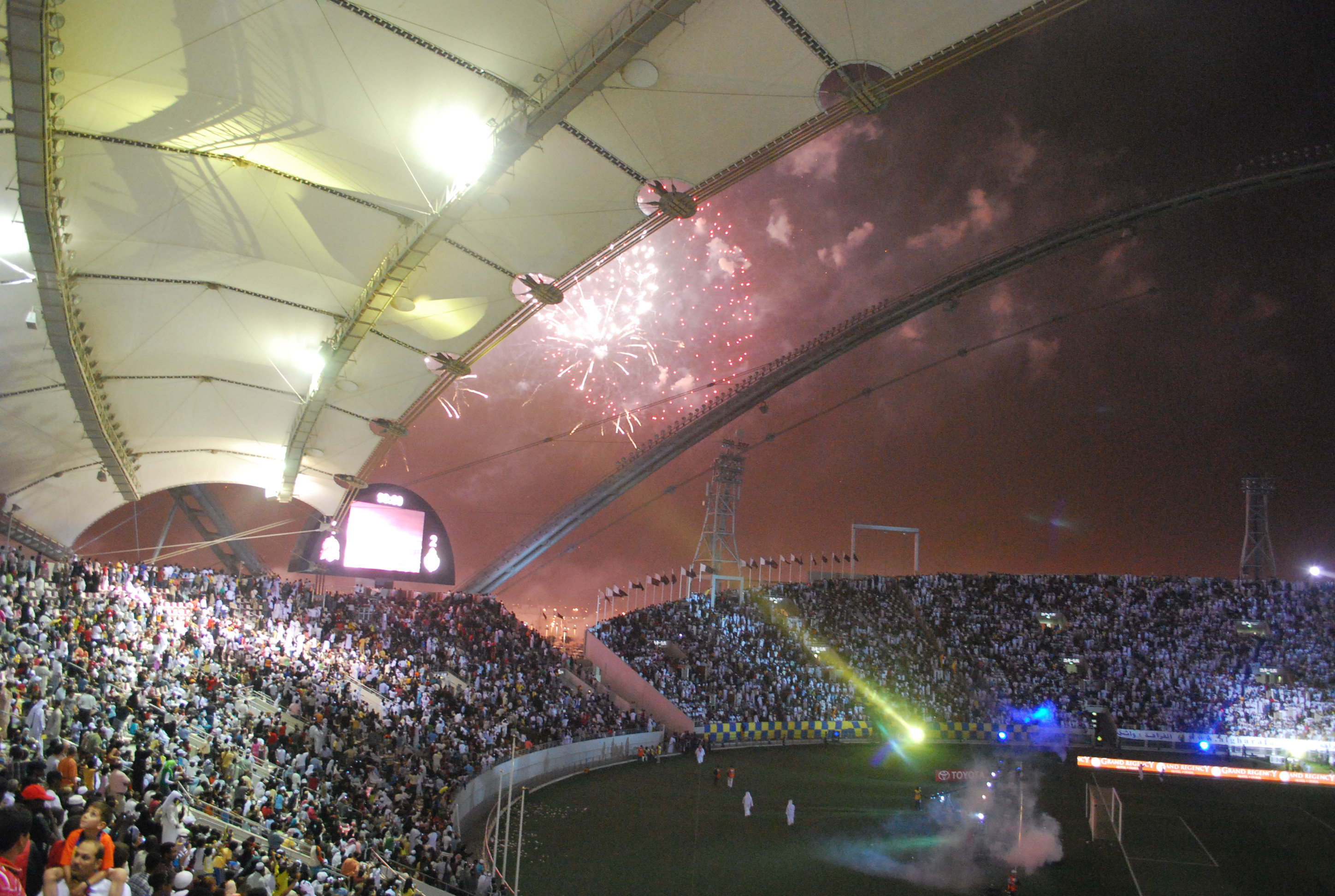
Das Khalifa International Stadium
während des Emir Cups im Jahr 2009

Der 200-Meter-Lauf der Frauen bei den Leichtathletik-Weltmeisterschaften 2019 fand am 30. September und 1. und 2. Oktober 2019 im Khalifa International Stadium der katarischen Hauptstadt Doha statt.
45 Athletinnen aus 31 Ländern nahmen an dem Wettbewerb teil.
Weltmeisterin wurde die zweifache Europameisterin (2016/2018) Dina Asher-Smith aus Großbritannien. die mit 21,88 s einen Landesrekord aufstellte. 2017 hatte sie WM-Silber mit der 4-mal-100-Meter-Staffel ihres Landes gewonnen, bei den Weltmeisterschaften 2013 hatte es ebenso wie bei den Olympischen Spielen 2016 Staffelbronze für sie gegeben. Bei den Europameisterschaften hatte sie 2018 auch den Titel über 100 Meter errungen, mit ihrer Sprintstaffel war sie 2018 Europameisterin und 2016 Vizeeuropameisterin geworden. Hier war sie drei Tage zuvor Vizeweltmeisterin über 100 Meter geworden und errang am vorletzten Tag außerdem Staffelsilber.
Den zweiten Rang belegte die US-Amerikanerin Brittany Brown.
Bronze ging wie bei den Europameisterschaften 2016 an die Schweizerin Mujinga Kambundji.

## Rekorde
Vor dem Wettbewerb galten folgende Rekorde:
| Weltrekord | Florence Griffith-Joyner | 21,34 s | OS in Seoul, Südkorea             |                 |
| WM-Rekord  | Dafne Schippers          | 21,63 s | WM in Peking, Volksrepublik China | 28. August 2015 |

Der bestehende WM-Rekord wurde bei diesen Weltmeisterschaften nicht eingestellt und nicht verbessert.
Es wurden zwei Landesrekorde aufgestellt:
- 22,58 s – Aminatou Seyni (Niger), fünfter Vorlauf am 30. September bei einem Rückenwind von 0,8 m/s
- 21,88 s – Dina Asher-Smith (Großbritannien), Finale am 2. Oktober bei einem Rückenwind von 0,9 m/s

## Vorläufe
Aus den sechs Vorläufen qualifizierten sich die jeweils drei Ersten jedes Laufes – hellblau unterlegt – und zusätzlich die sechs Zeitschnellsten – hellgrün unterlegt – für das Halbfinale.

### Lauf 1

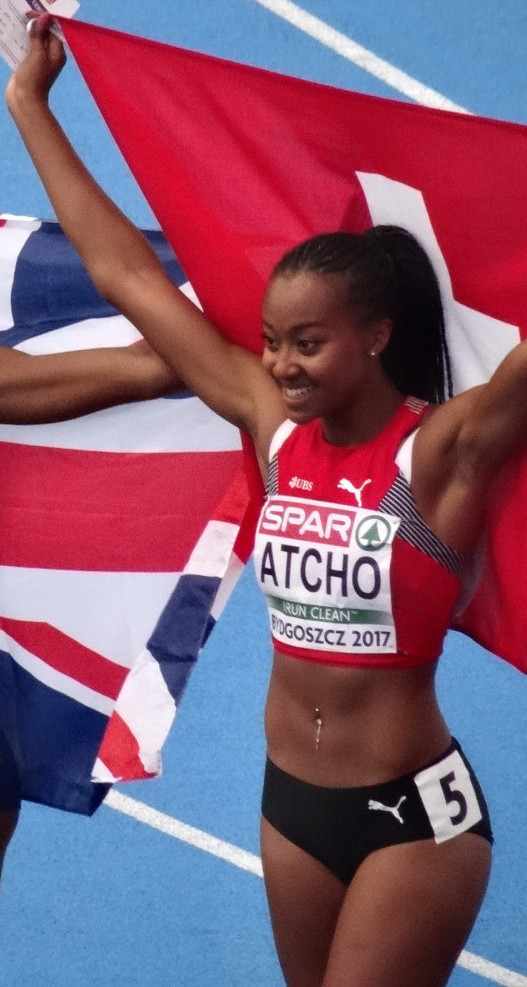
Sarah Atcho – ausgeschieden als Vierte in 23,29 s
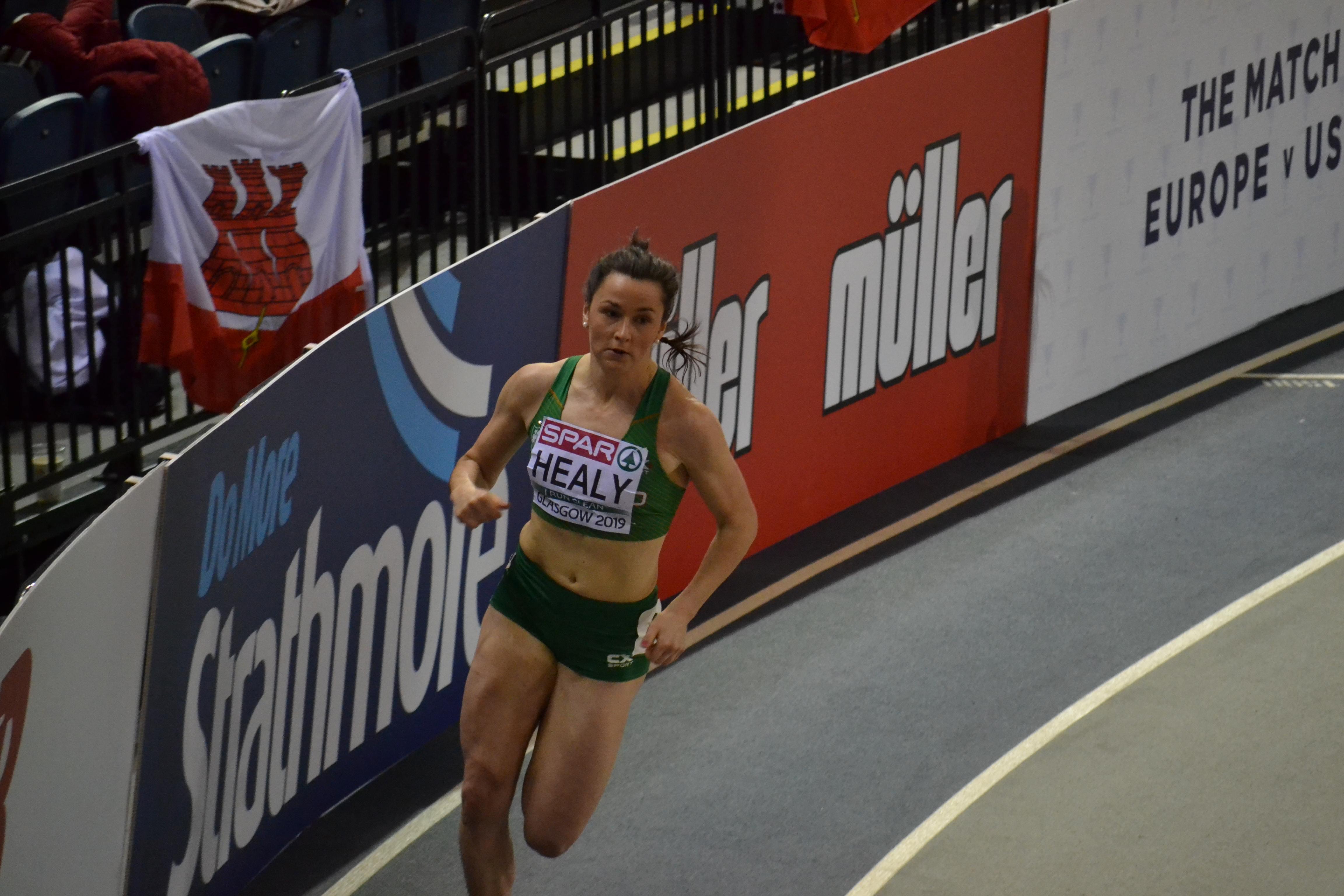
Phil Healy – ausgeschieden als Fünfte in 23,56 s

30. September 2019, 17:05 Uhr Ortszeit (16:05 Uhr MESZ)

Wind: −0,3 m/s
| Platz | Bahn               | Athletin            | Land                | Zeit (s) |
| ----- | ------------------ | ------------------- | ------------------- | -------- |
| 1     | 2                  | Anthonique Strachan | Bahamas             | 22,86    |
| 2     | 4                  | Kamaria Durant      | Trinidad und Tobago | 23,08    |
| 3     | 3                  | Shashalee Forbes    | Jamaika             | 23,15    |
| 4     | 6                  | Sarah Atcho         | Schweiz             | 23,29    |
| 5     | 5                  | Phil Healy          | Irland              | 23,56    |
| 6     | 8                  | Zoe Hobbs           | Neuseeland          | 23,94    |
|       | 9                  | Dafne Schippers     | Niederlande         | DNS      |
| 7     | Marie-Josée Ta Lou | Elfenbeinküste      |                     | DNS      |

### Lauf 2

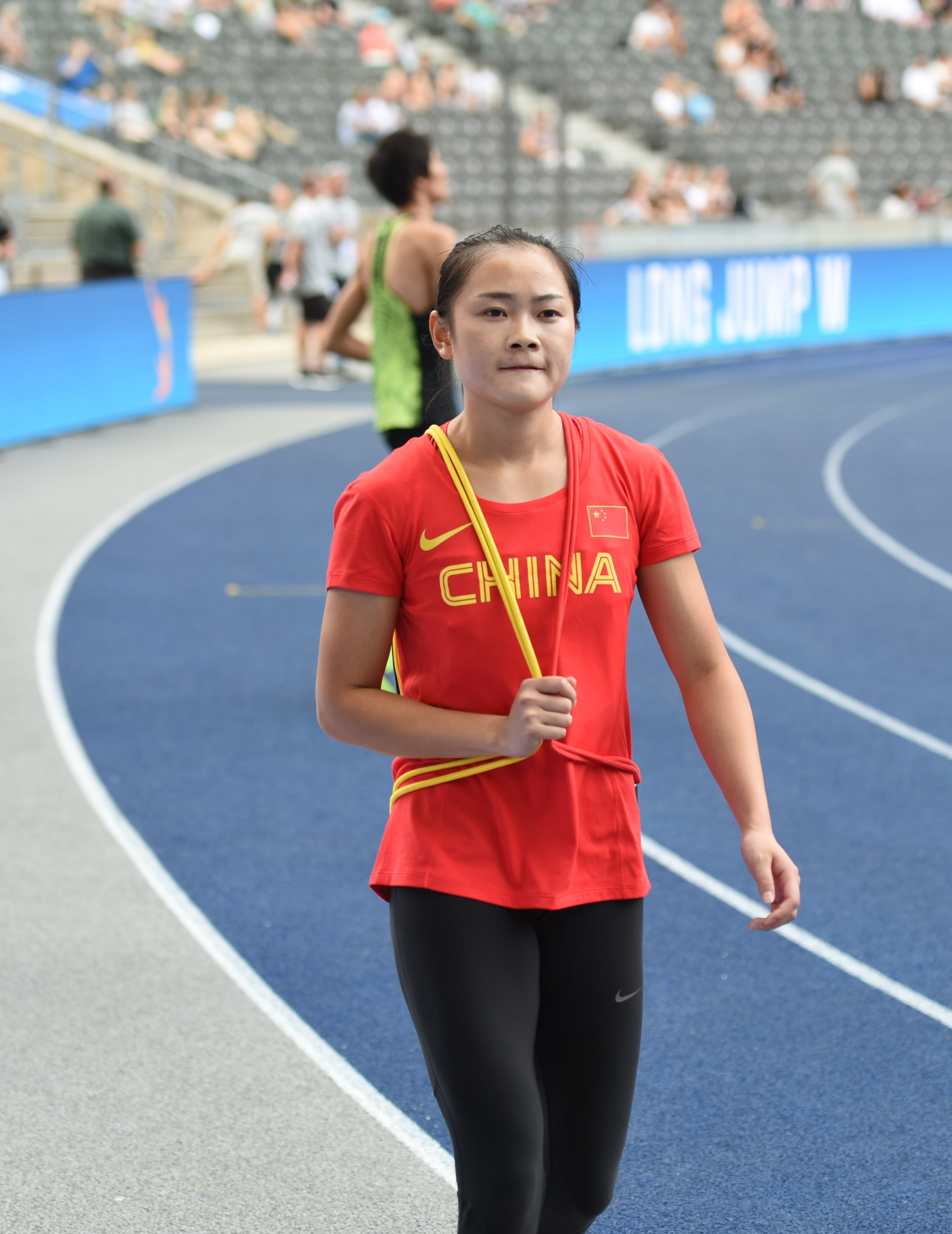
Liang Xiaojing – ausgeschieden als Fünfte in 23,27 s
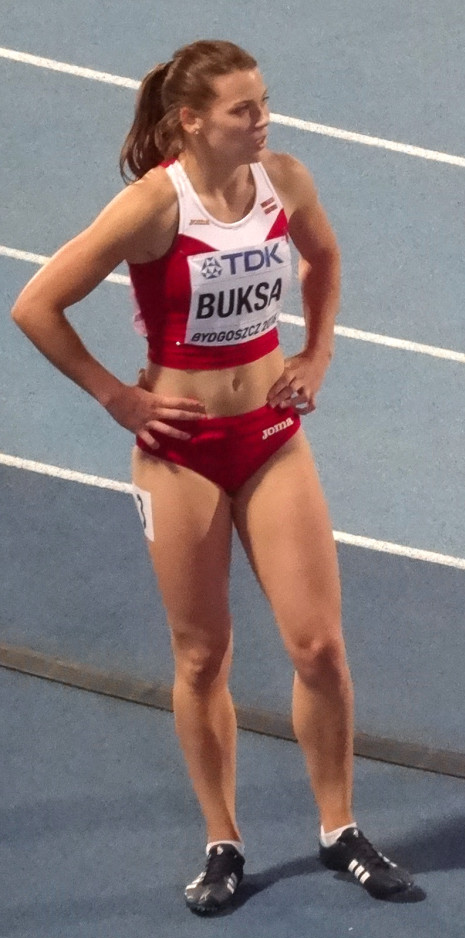
Sindija Bukša – ausgeschieden als Siebte in 23,53 s

30. September 2019, 17:14 Uhr Ortszeit (16:14 Uhr MESZ)

Wind: +0,2 m/s
| Platz | Bahn | Athletin           | Land                | Zeit (s) |
| ----- | ---- | ------------------ | ------------------- | -------- |
| 1     | 7    | Iwet Lalowa-Collio | Bulgarien           | 22,79    |
| 2     | 5    | Jodie Williams     | Großbritannien      | 22,80    |
| 3     | 2    | Mujinga Kambundji  | Schweiz             | 22,81    |
| 4     | 6    | Bassant Hemida     | Ägypten             | 22,88    |
| 5     | 9    | Liang Xiaojing     | Volksrepublik China | 23,27    |
| 6     | 3    | Mauricia Prieto    | Trinidad und Tobago | 23,33    |
| 7     | 8    | Sindija Bukša      | Lettland            | 23,53    |
| 8     | 4    | Archana Suseentran | Indien              | 23,65    |

### Lauf 3

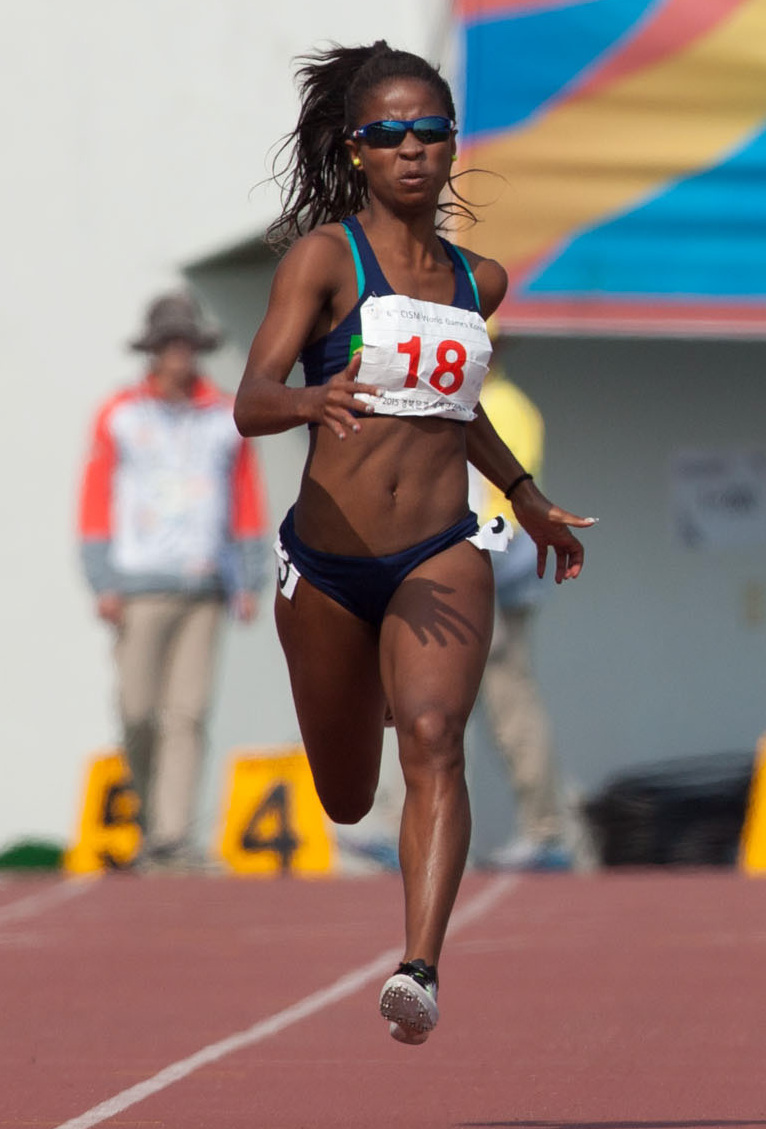
Vitória Cristina Rosa – ausgeschieden als Siebte in 23,81 s

30. September 2019, 17:23 Uhr Ortszeit (16:23 Uhr MESZ)

Wind: +0,7 m/s
| Platz | Bahn | Athletin              | Land                         | Zeit (s) |
| ----- | ---- | --------------------- | ---------------------------- | -------- |
| 1     | 9    | Brittany Brown        | USA                          | 22,33 PB |
| 2     | 5    | Elaine Thompson       | Jamaika                      | 22,61    |
| 3     | 3    | Lisa Marie Kwayie     | Deutschland                  | 22,77 PB |
| 4     | 6    | Maja Mihalinec        | Slowenien                    | 22,78 PB |
| 5     | 2    | Marileidy Paulino     | Dominikanische Republik      | 23,04 SB |
| 6     | 8    | Gunta Vaičule         | Lettland                     | 23,32    |
| 7     | 7    | Vitória Cristina Rosa | Brasilien                    | 23,81    |
|       | 4    | Ketura Ndoye Ti Nzapa | Zentralafrikanische Republik | DNS      |

### Lauf 4

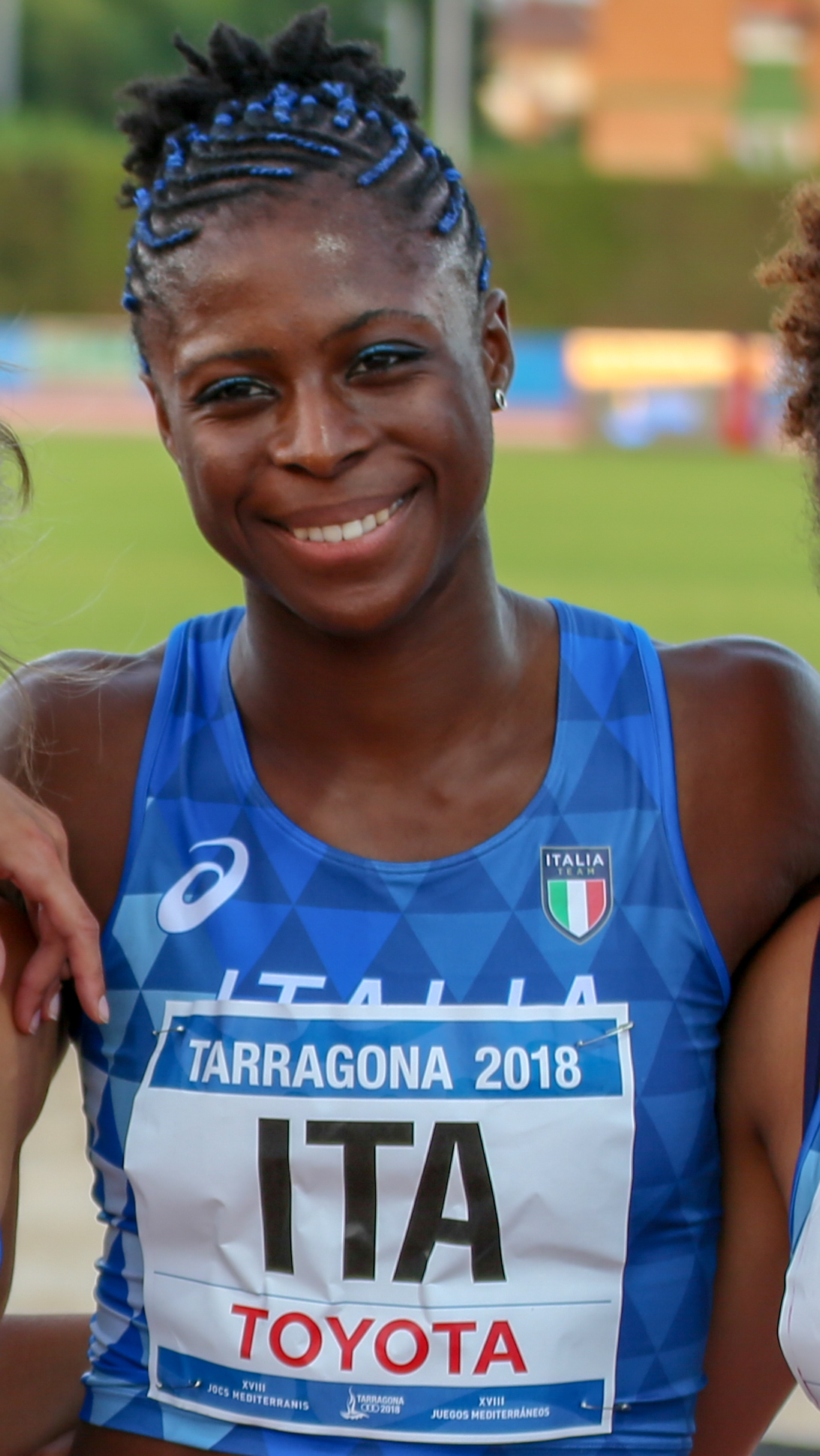
Gloria Hooper – ausgeschieden als Siebte in 23,33 s

30. September 2019, 17:32 Uhr Ortszeit (16:32 Uhr MESZ)

Wind: +0,4 m/s
| Platz | Bahn | Athletin                | Land           | Zeit (s) |
| ----- | ---- | ----------------------- | -------------- | -------- |
| 1     | 7    | Dina Asher-Smith        | Großbritannien | 22,32    |
| 2     | 6    | Dezerea Bryant          | USA            | 22,56    |
| 3     | 5    | Tynia Gaither           | Bahamas        | 22,57 SB |
| 4     | 3    | Jamile Samuel           | Niederlande    | 22,90 SB |
| 5     | 8    | Crystal Emmanuel        | Kanada         | 23,00    |
| 6     | 4    | Jessica-Bianca Wessolly | Deutschland    | 23,10    |
| 7     | 2    | Gloria Hooper           | Italien        | 23,33    |
| 8     | 9    | Gulsumbij Scharifowa    | Tadschikistan  | 23,45    |

### Lauf 5

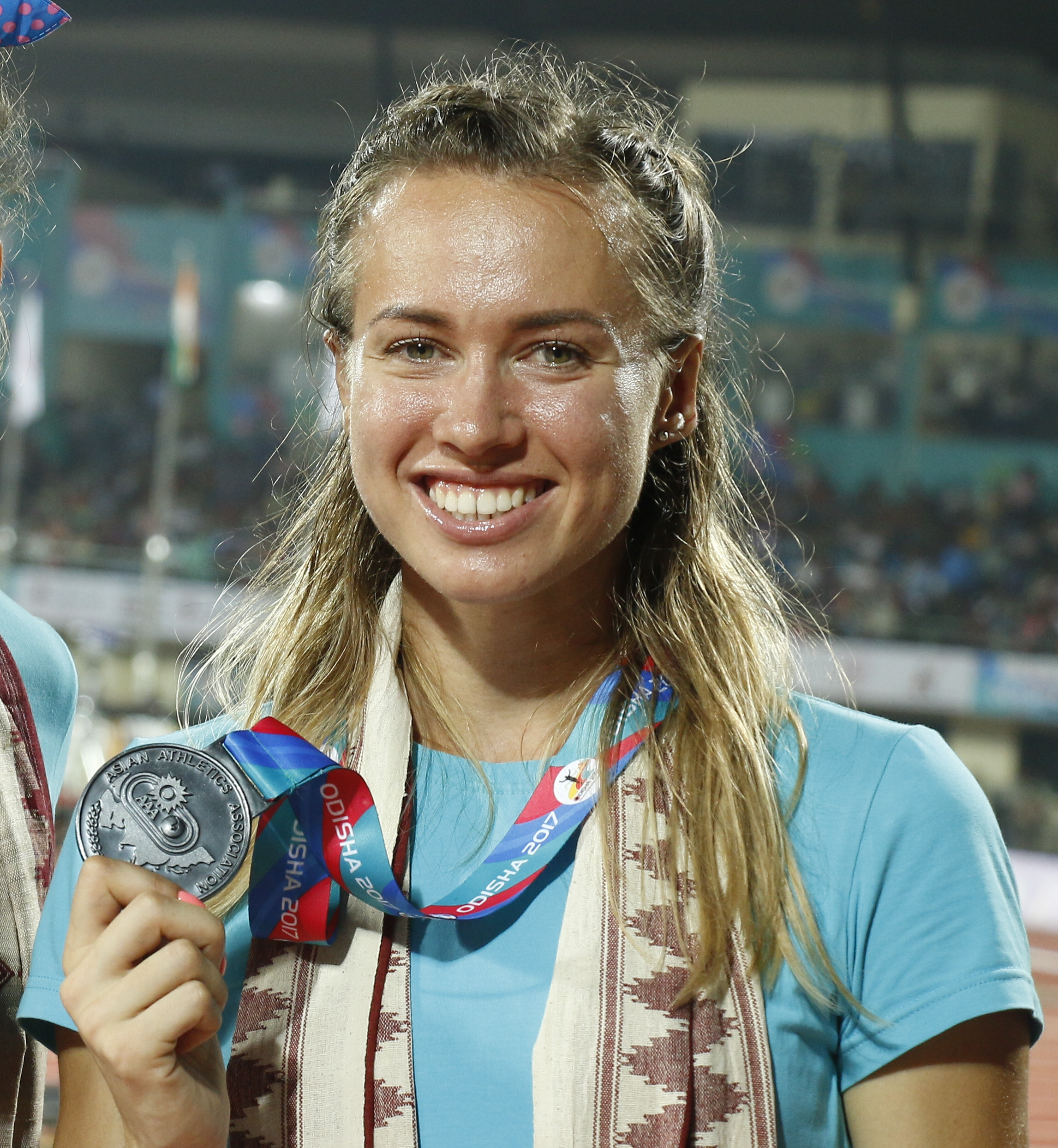
Olga Safronowa – ausgeschieden als Vierte in 23,16 s
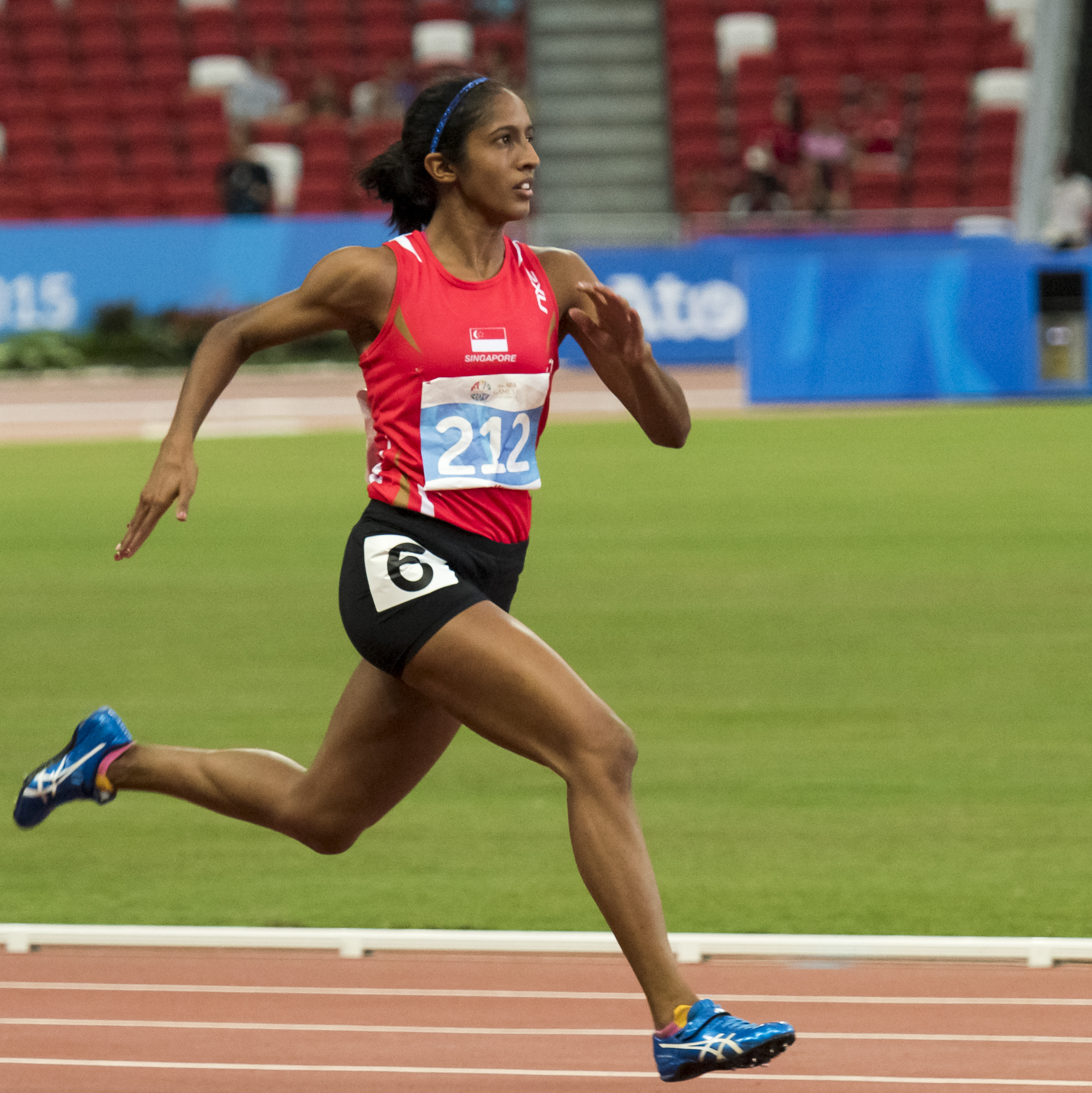
Shanti Pereira – ausgeschieden als Siebte in 24,00 s
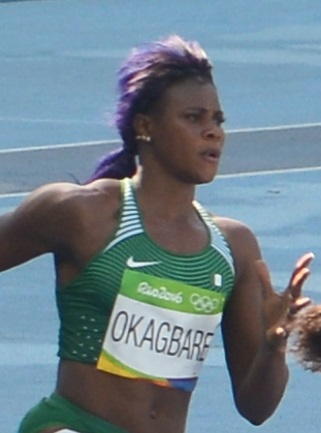
Blessing Okagbare – disqualifiziert wegen Bahnübertretung

30. September 2019, 17:41 Uhr Ortszeit (16:41 Uhr MESZ)

Wind: +0,8 m/s
| Platz | Bahn | Athletin          | Land                | Zeit (s) |
| ----- | ---- | ----------------- | ------------------- | -------- |
| 1     | 2    | Aminatou Seyni    | Niger               | 22,58 NR |
| 2     | 4    | Tatjana Pinto     | Deutschland         | 22,62 PB |
| 3     | 8    | Gina Bass         | Gambia              | 22,67    |
| 4     | 3    | Olga Safronowa    | Kasachstan          | 23,16    |
| 5     | 6    | Lorraine Martins  | Brasilien           | 23,56    |
| 6     | 5    | Zhang Man         | Volksrepublik China | 23,60    |
| 7     | 7    | Shanti Pereira    | Singapur            | 24,00    |
|       | 9    | Blessing Okagbare | Nigeria             | DSQ V1   |

### Lauf 6

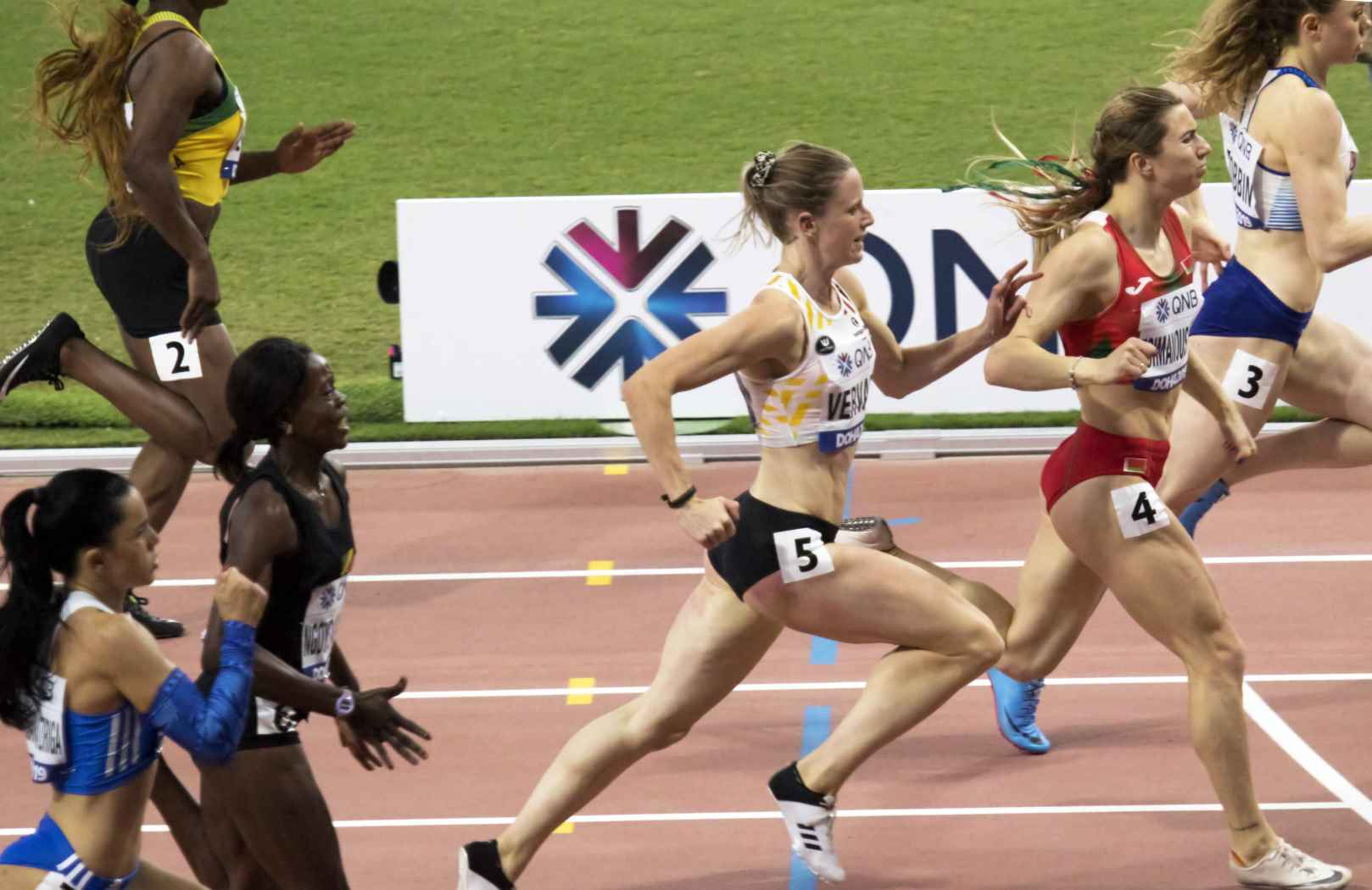
Die Sprinterinnen im sechsten Vorlauf kurz vor dem Ziel

30. September 2019, 17:50 Uhr Ortszeit (16:50 Uhr MESZ)

Wind: −0,1 m/s
| Platz | Bahn | Athletin                      | Land           | Zeit (s) |
| ----- | ---- | ----------------------------- | -------------- | -------- |
| 1     | 8    | Anglerne Annelus              | USA            | 22,56    |
| 2     | 9    | Carolle Zahi                  | Frankreich     | 22,99    |
| 3     | 3    | Beth Dobbin                   | Großbritannien | 23,14    |
| 4     | 4    | Kryszina Zimanouskaja         | Belarus        | 23,22    |
| 5     | 5    | Imke Vervaet                  | Belgien        | 23,24 PB |
| 6     | 7    | Rafalia Spanoudaki-Chatziriga | Griechenland   | 23,48    |
| 7     | 2    | Schillonie Calvert-Powell     | Jamaika        | 23,52    |
|       | 6    | Natacha Ngoye Akamabi         | Republik Kongo | DSQ V2   |

Im sechsten Vorlauf ausgeschiedene Sprinterinnen:

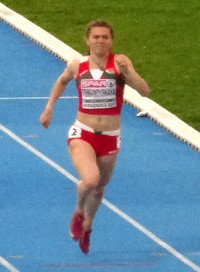
Kryszina Zimanouskaja Rang vier in 23,22 s
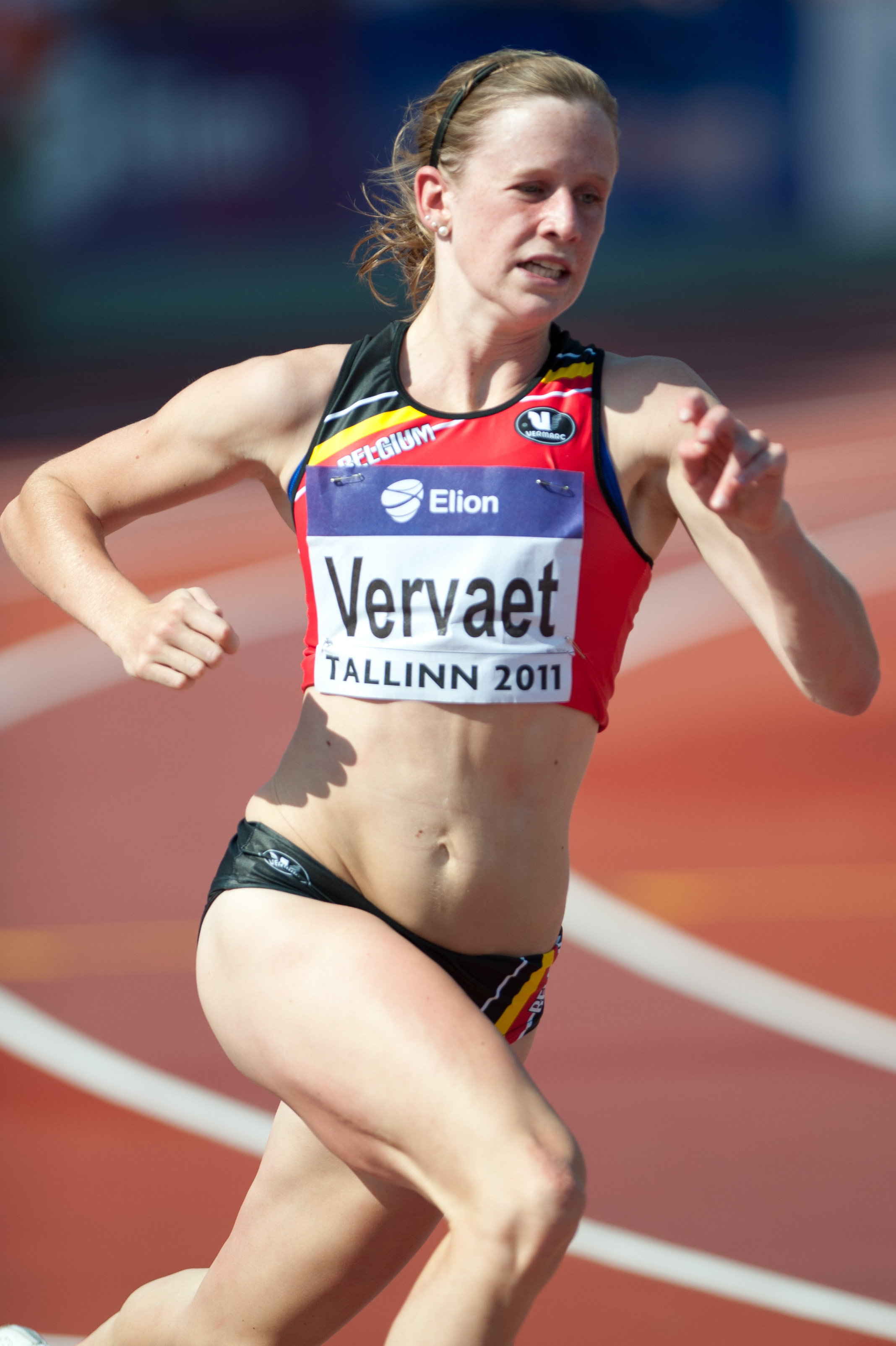
Imke Vervaet Rang fünf in 23,24 s

## Halbfinale
Aus den drei Halbfinalläufen qualifizierten sich die jeweils zwei Ersten jedes Laufes – hellblau unterlegt – und zusätzlich die zwei Zeitschnellsten – hellgrün unterlegt – für das Finale.

### Lauf 1
1. Oktober 2019, 21:35 Uhr Ortszeit (20:35 Uhr MESZ)

Wind: +0,4 m/s
| Platz | Bahn | Athletin          | Land           | Offizielle Zeit (s) | Tausendstelsek. (inoffiziell) |
| ----- | ---- | ----------------- | -------------- | ------------------- | ----------------------------- |
| 1     | 5    | Anglerne Annelus  | USA            | 22,49               | 22,482                        |
| 2     | 9    | Mujinga Kambundji | Schweiz        | 22,49               | 22,490                        |
| 3     | 3    | Crystal Emmanuel  | Kanada         | 22,65 SB            |                               |
| 4     | 6    | Aminatou Seyni    | Niger          | 22,77               |                               |
| 5     | 4    | Jodie Williams    | Großbritannien | 22,78               |                               |
| 6     | 2    | Jamile Samuel     | Niederlande    | 23,02               |                               |
| 7     | 7    | Tatjana Pinto     | Deutschland    | 23,11               |                               |
| 8     | 8    | Shashalee Forbes  | Jamaika        | 23,14               |                               |

Im ersten Halbfinale ausgeschiedene Sprinterinnen:

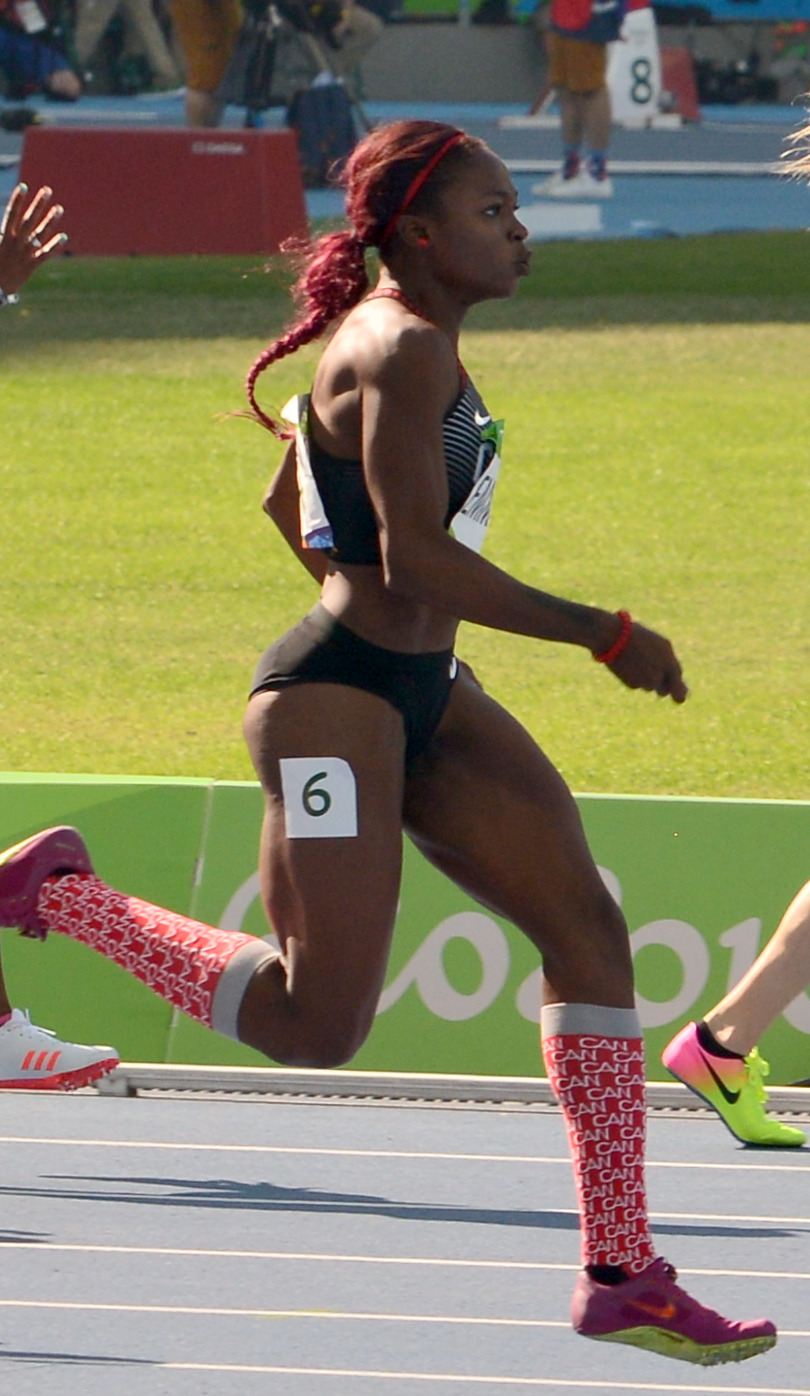
Crystal Emmanuel Rang drei in 22,65 s
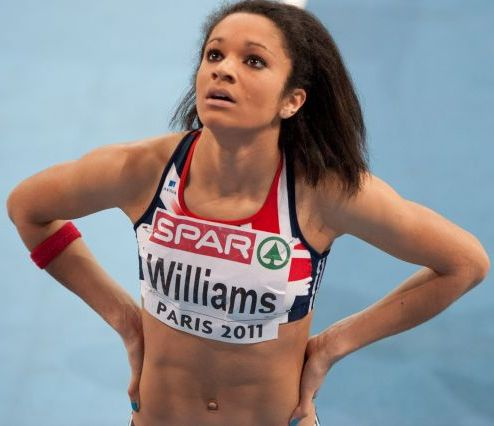
Jodie Williams Rang fünf in 22,78 s
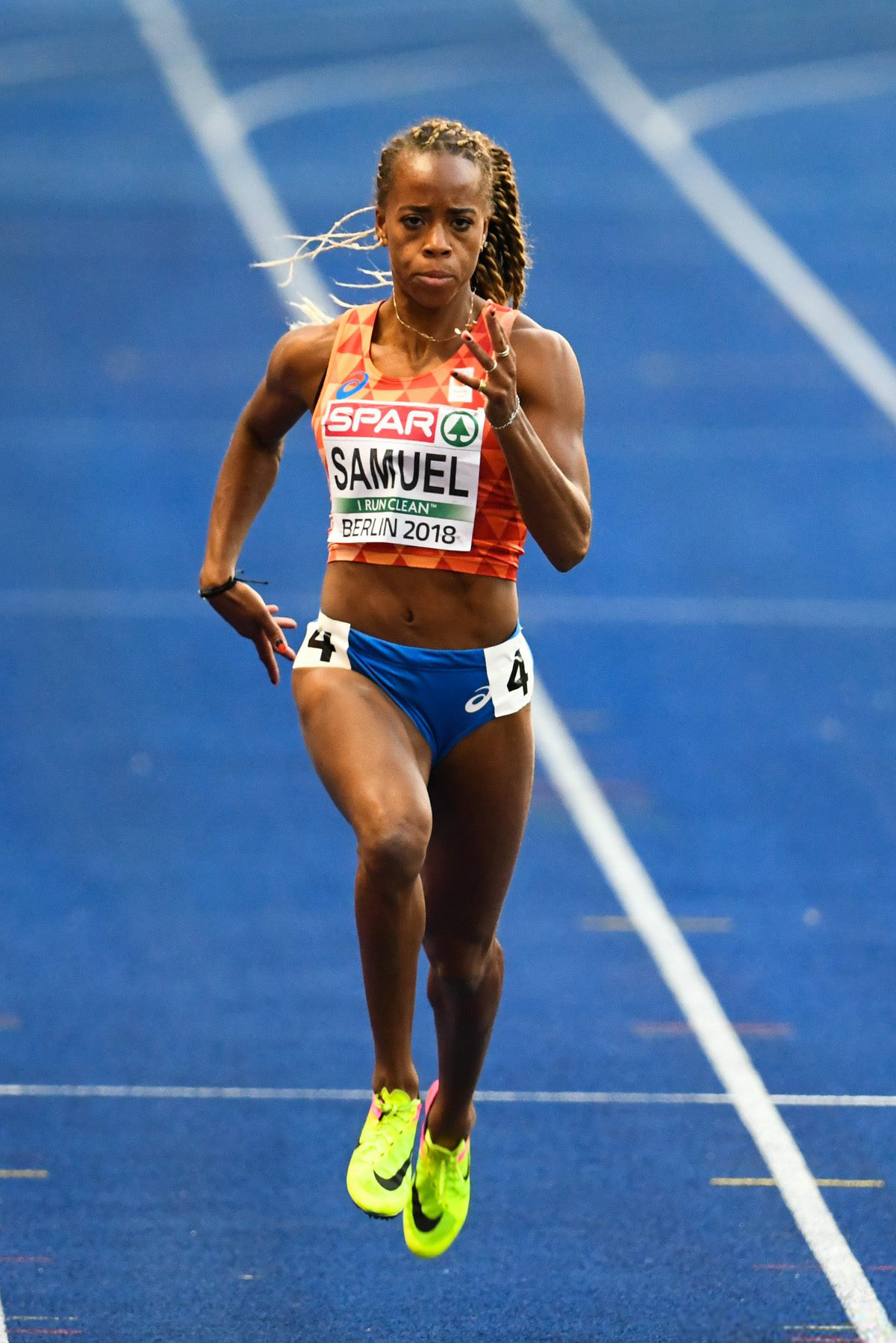
Jamile Samuel Rang sechs in 23,02 s
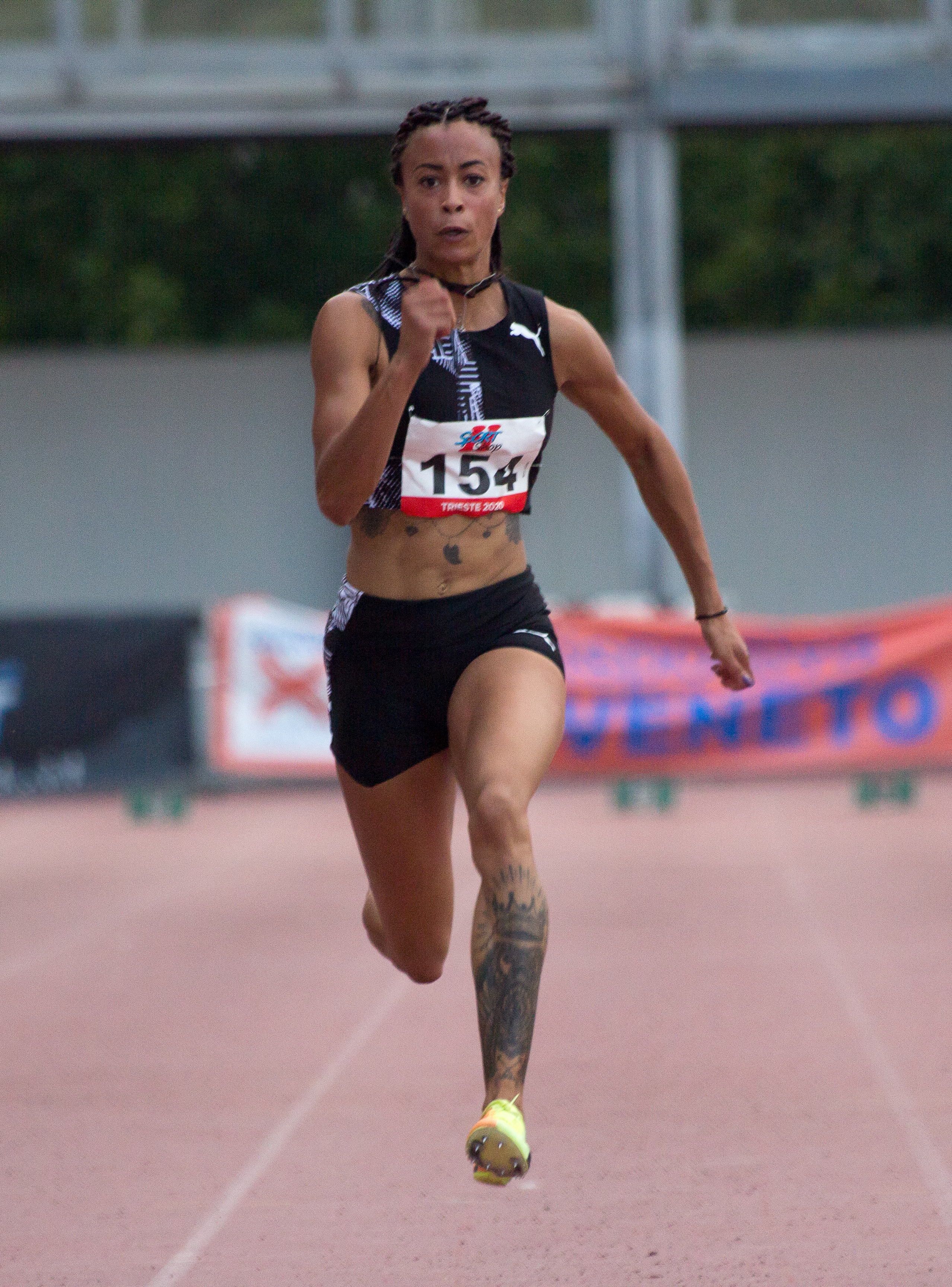
Tatjana Pinto Rang sieben in 23,11 s

### Lauf 2
1. Oktober 2019, 21:43 Uhr Ortszeit (20:43 Uhr MESZ)

Wind: +0,4 m/s
| 1 | 5 | Brittany Brown          | USA            | 22,46    |
| 2 | 9 | Tynia Gaither           | Bahamas        | 22,57 SB |
| 3 | 7 | Iwet Lalowa-Collio      | Bulgarien      | 22,58    |
| 4 | 2 | Bassant Hemida          | Ägypten        | 22,92    |
| 5 | 4 | Carolle Zahi            | Frankreich     | 23,03    |
| 6 | 8 | Beth Dobbin             | Großbritannien | 23,11    |
| 7 | 3 | Jessica-Bianca Wessolly | Deutschland    | 23,37    |
|   | 6 | Elaine Thompson         | Jamaika        | DNS      |

Im zweiten Halbfinale ausgeschiedene Sprinterinnen:

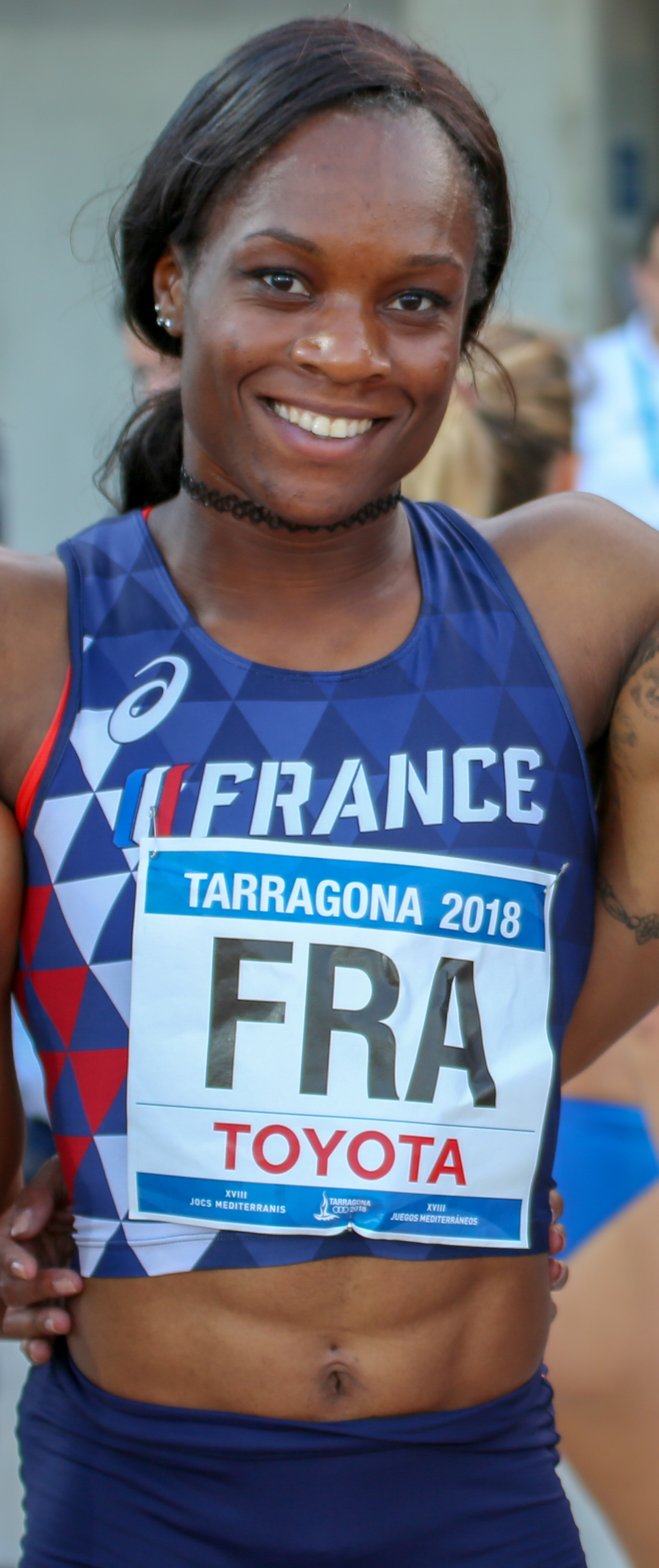
Carolle Zahi Rang fünf in 23,03 s
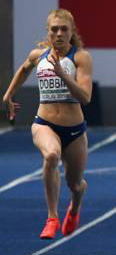
Beth Dobbin Rang sechs in 23,11 s
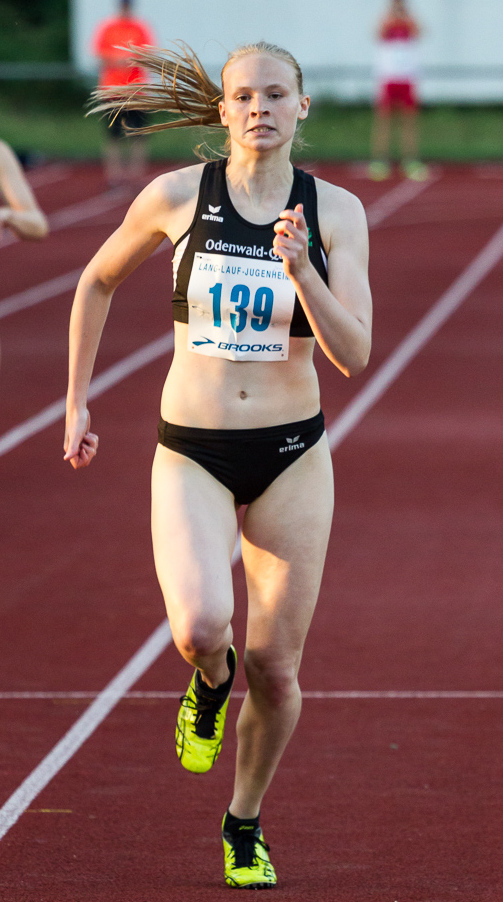
Jessica-Bianca Wessolly Rang sieben in 23,37 s
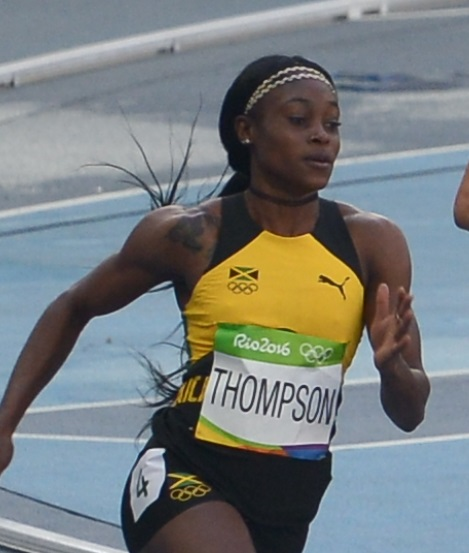
Elaine Thompson – zu ihrem Halbfinallauf nicht angetreten

### Lauf 3

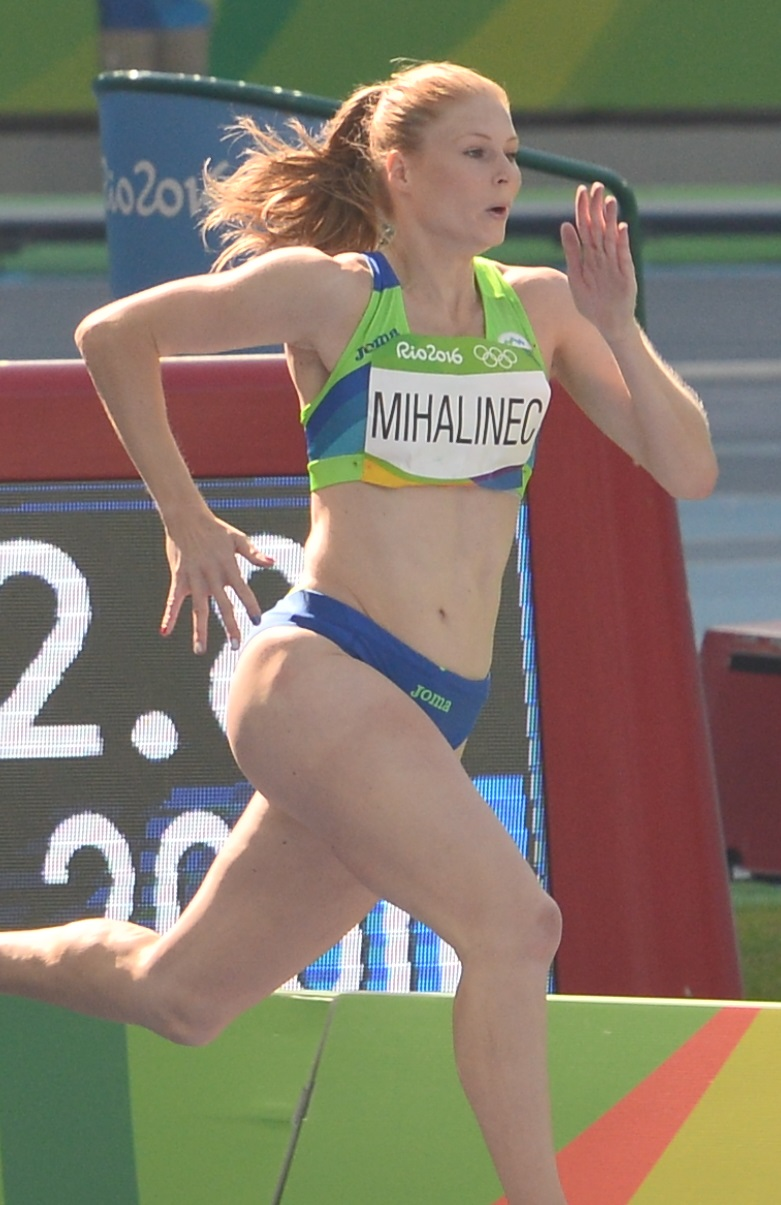
Maja Mihalinec – ausgeschieden als Vierte in 22,81 s
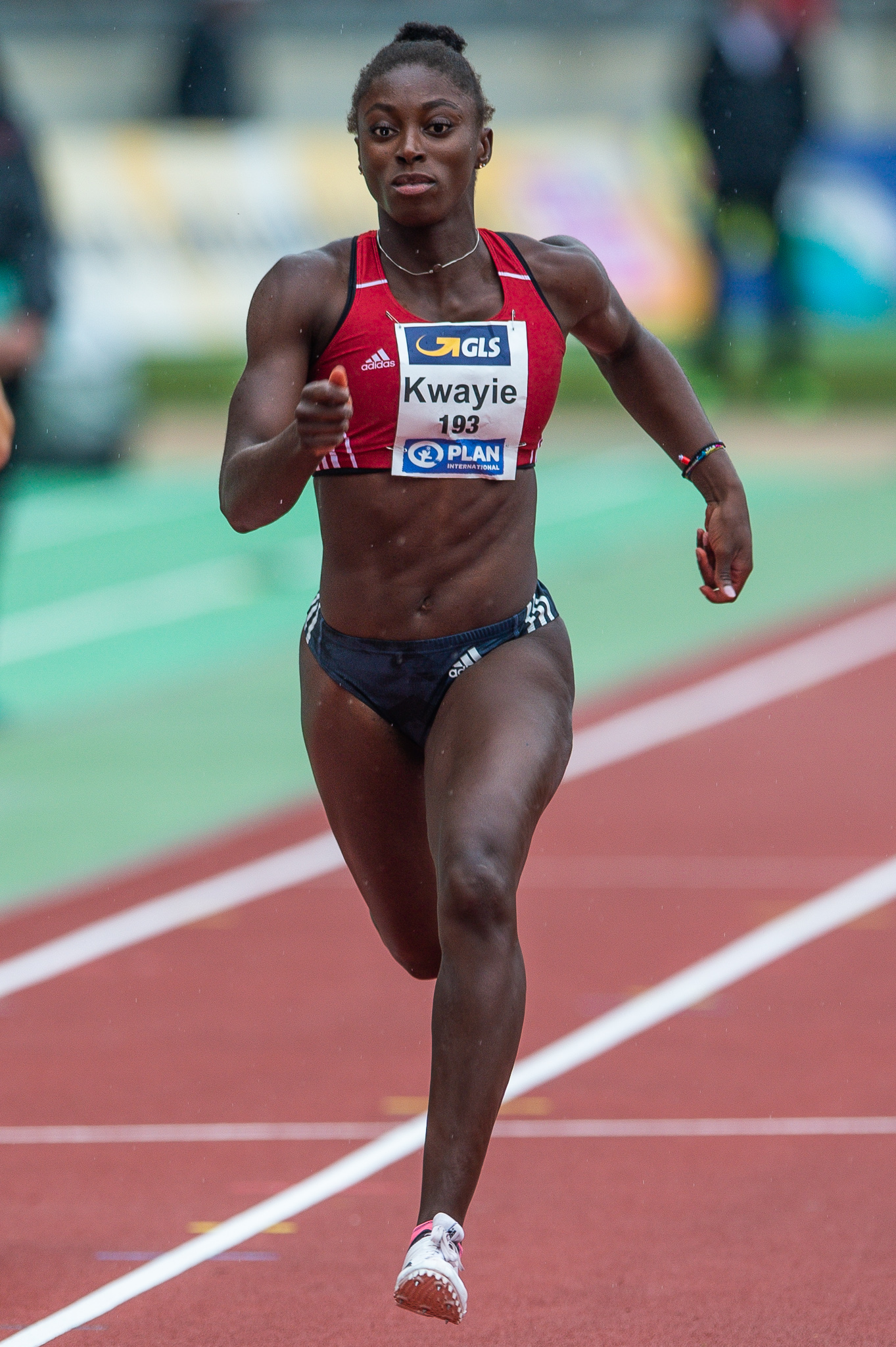
Lisa Marie Kwayie – ausgeschieden als Fünfte in 22,83 s

1. Oktober 2019, 21:51 Uhr Ortszeit (20:51 Uhr MESZ)

Wind: +0,5 m/s
| Platz | Bahn | Athletin            | Land                    | Zeit (s) |
| ----- | ---- | ------------------- | ----------------------- | -------- |
| 1     | 6    | Dina Asher-Smith    | Großbritannien          | 22,16    |
| 2     | 4    | Dezerea Bryant      | USA                     | 22,56    |
| 3     | 9    | Gina Bass           | Gambia                  | 22,60    |
| 4     | 3    | Maja Mihalinec      | Slowenien               | 22,81    |
| 5     | 8    | Lisa Marie Kwayie   | Deutschland             | 22,83    |
| 6     | 2    | Marileidy Paulino   | Dominikanische Republik | 23,03 SB |
| 7     | 5    | Kamaria Durant      | Trinidad und Tobago     | 23,44    |
| 8     | 7    | Anthonique Strachan | Bahamas                 | 25,44    |

## Finale

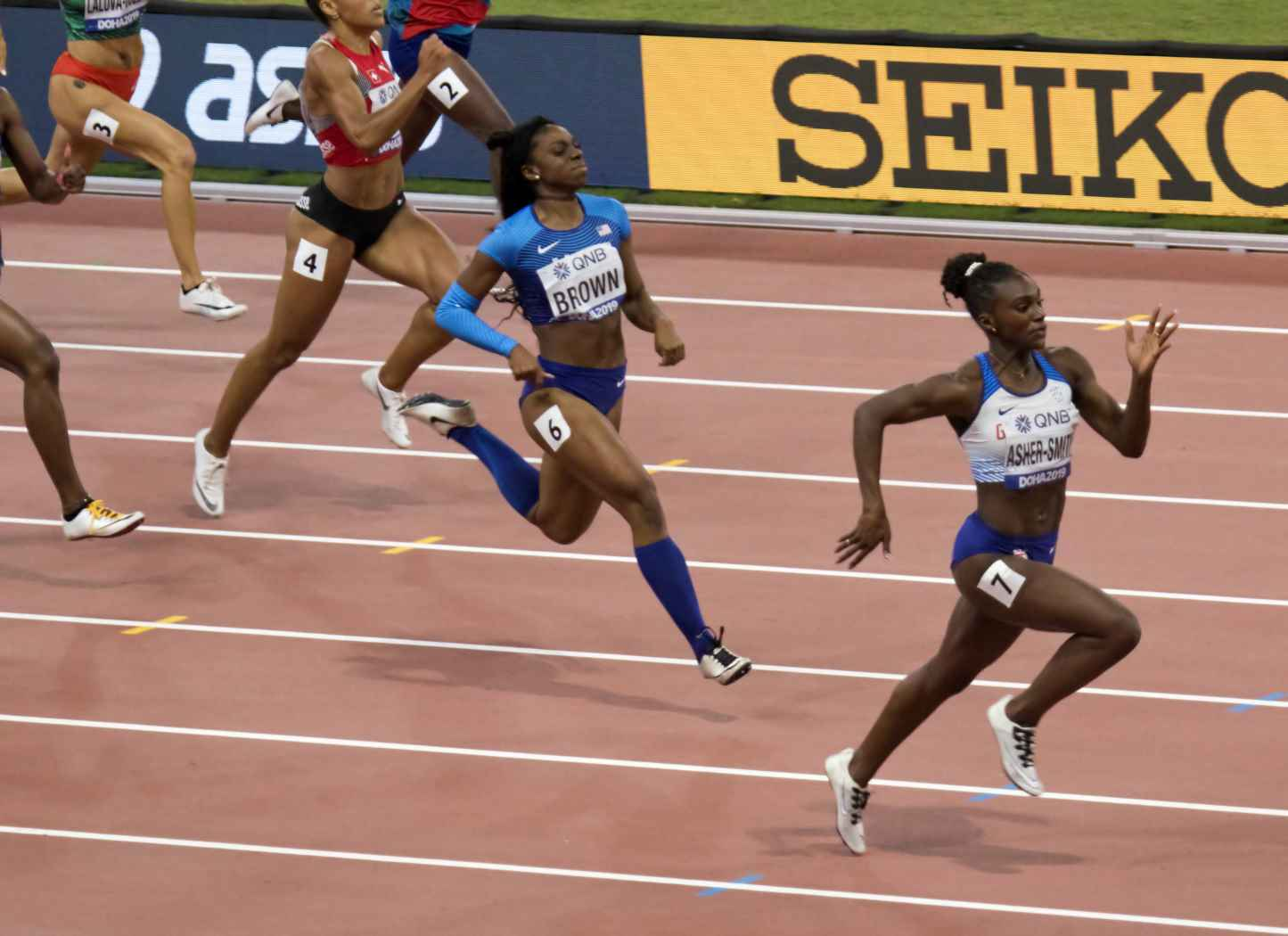
Die 200-Meter-Finalistinnen kurz vor dem Ziel

2. Oktober 2019, 22:35 Uhr Ortszeit (21:35 Uhr MESZ)

Wind: +0,9 m/s
| Platz | Bahn | Athletin           | Land           | Zeit (s) |
| ----- | ---- | ------------------ | -------------- | -------- |
|       | 7    | Dina Asher-Smith   | Großbritannien | 21,88 NR |
|       | 6    | Brittany Brown     | USA            | 22,22 PB |
|       | 4    | Mujinga Kambundji  | Schweiz        | 22,51    |
| 4     | 5    | Anglerne Annelus   | USA            | 22,59    |
| 5     | 8    | Dezerea Bryant     | USA            | 22,63    |
| 6     | 2    | Gina Bass          | Gambia         | 22,71    |
| 7     | 3    | Iwet Lalowa-Collio | Bulgarien      | 22,77    |
| 8     | 9    | Tynia Gaither      | Bahamas        | 22,90    |

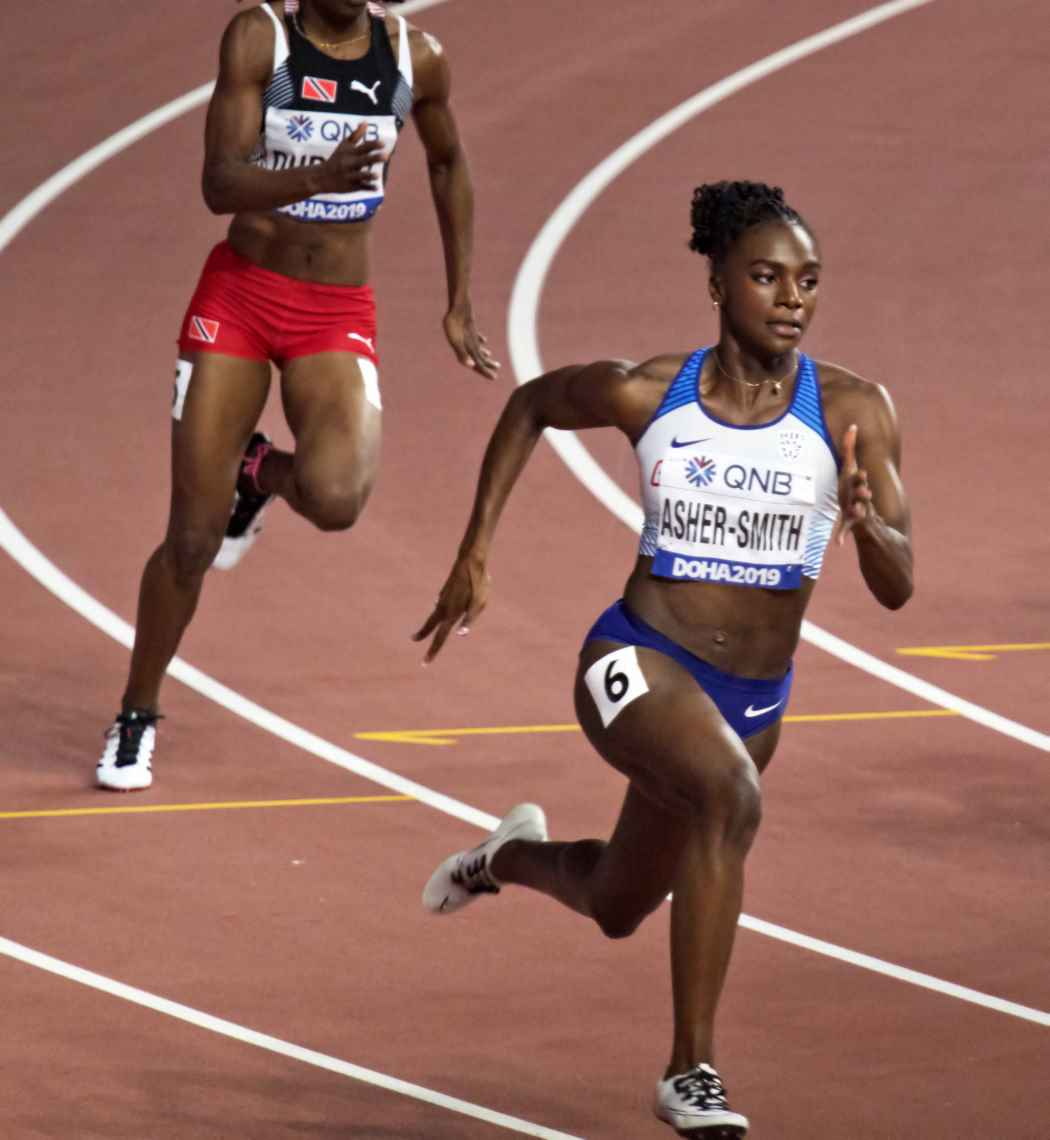
Weltmeisterin Dina Asher-Smith
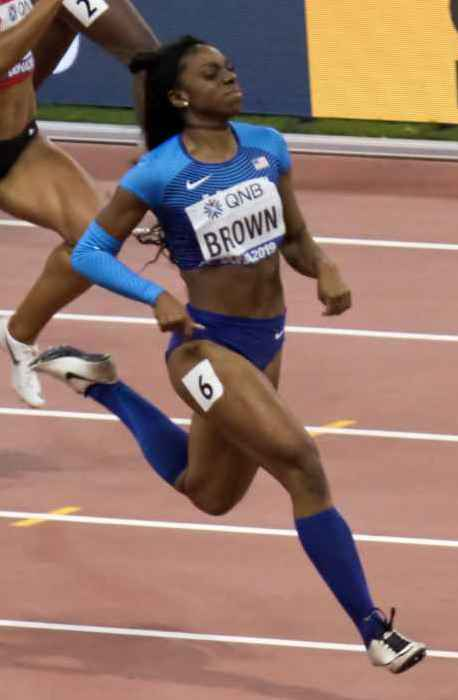
Vizeweltmeisterin Brittany Brown
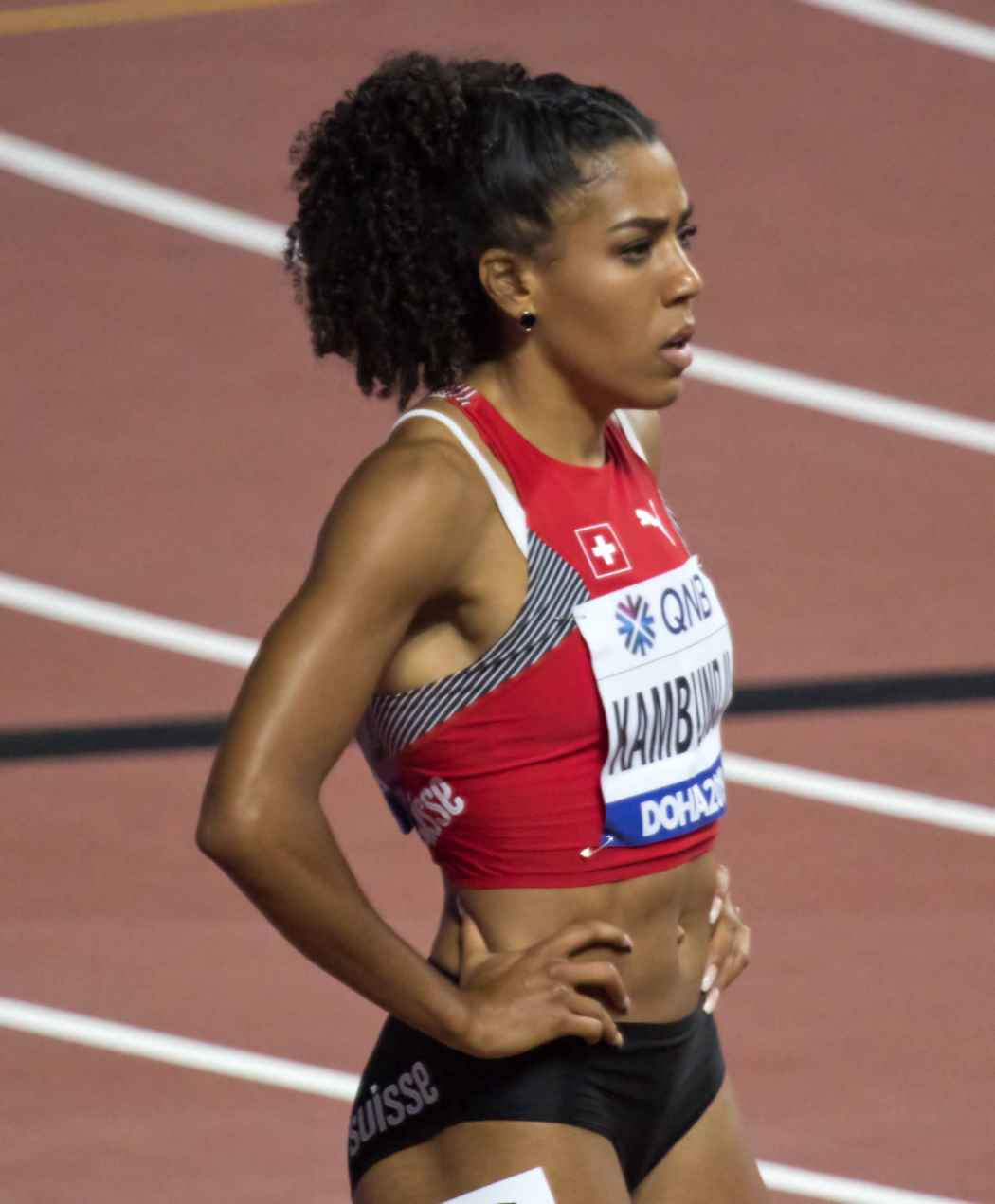
Bronzemedaillengewinnerin Mujinga Kambundji

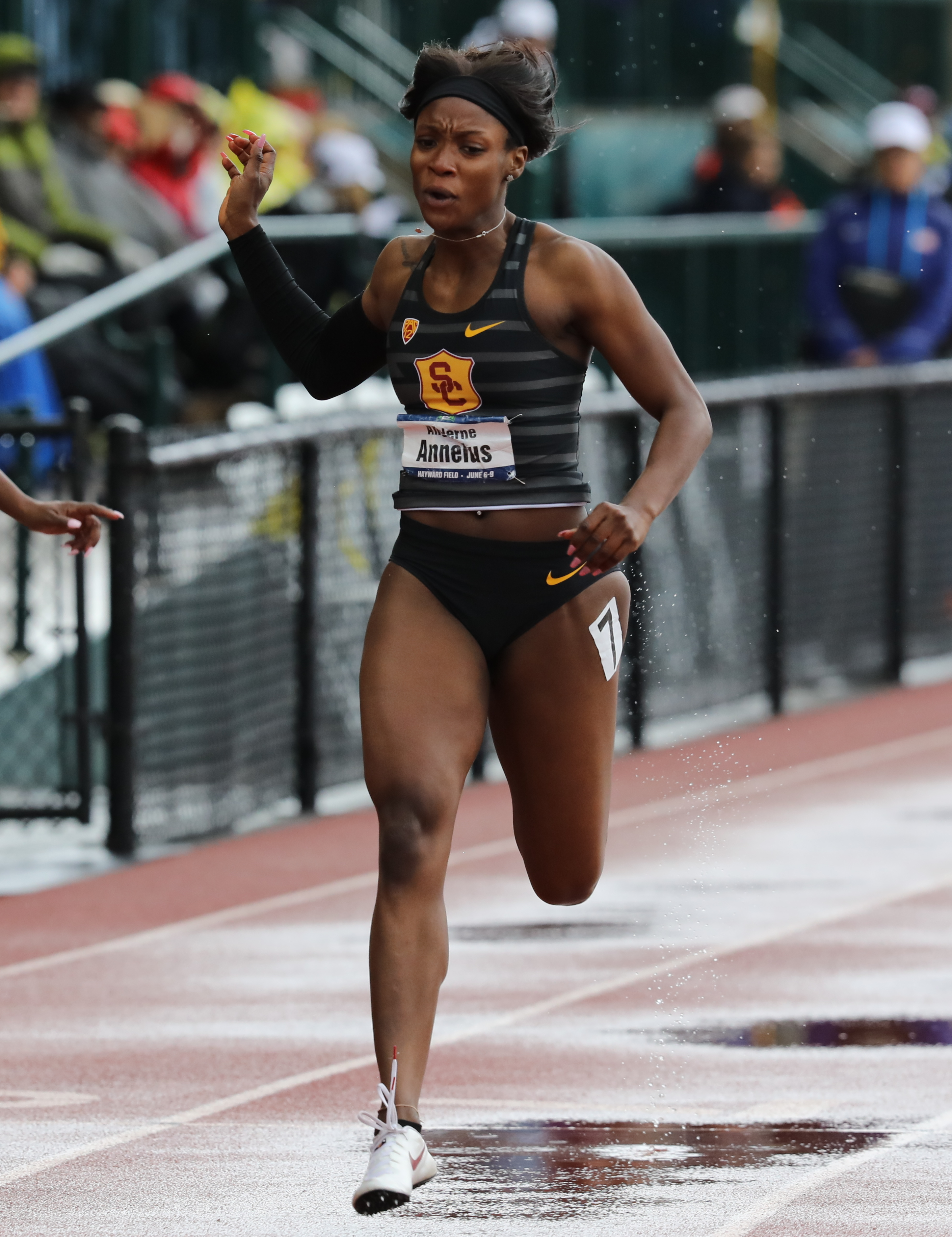
Anglerne Annelus erreichte Platz vier
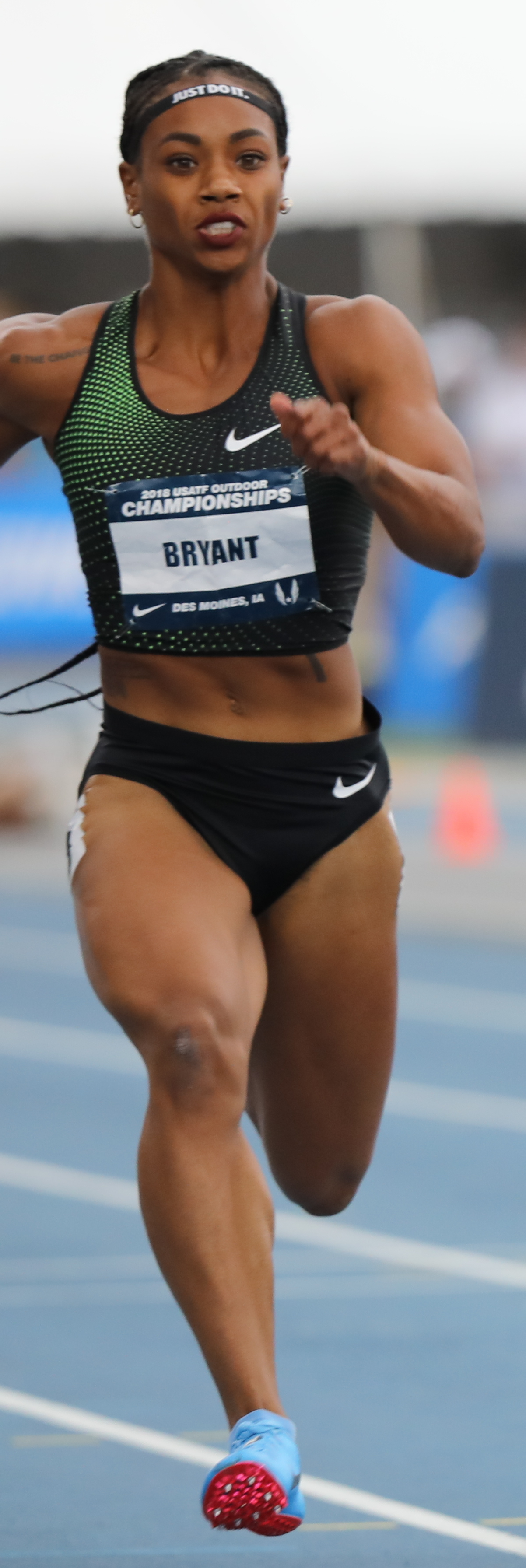
Dezerea Bryant kam auf den fünften Platz
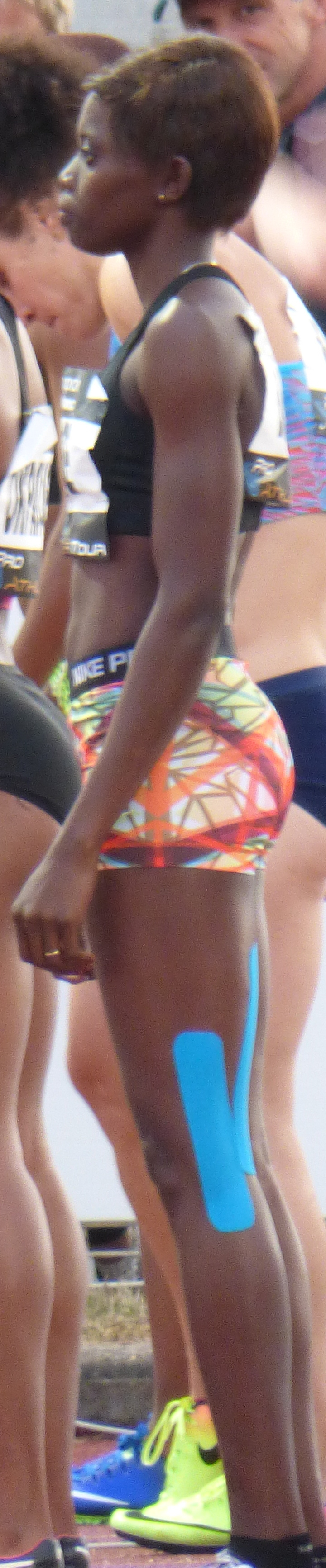
Rang sechs für Gina Bass
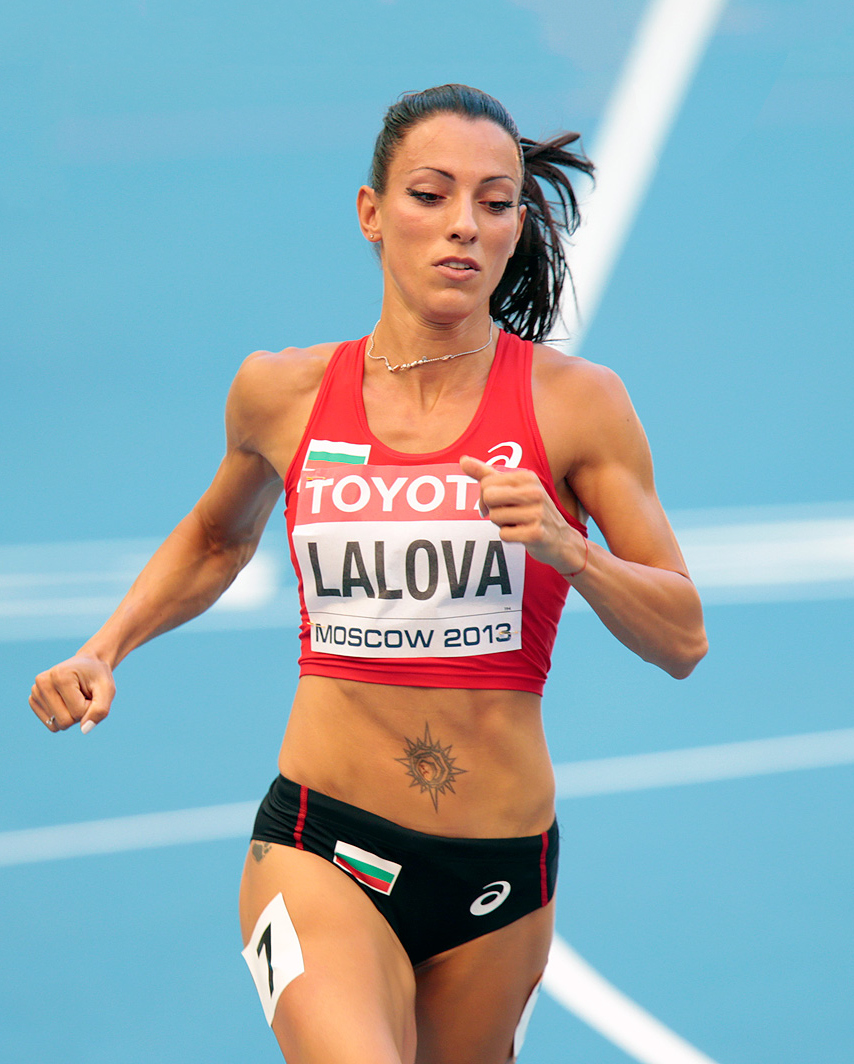
Die siebtplatzierte Iwet Lalowa-Collio

## Video
- Women's 200m Final | World Athletics Championships Doha 2019, youtube.com, abgerufen am 19. März 2021
- Women's 200m Semi-Finals | World Athletics Championships Doha 2019, youtube.com, abgerufen am 19. März 2021